# متحف أوديسا للتاريخ الإقليمي
متحف أوديسا للتاريخ الإقليمي (بالأوكرانية: Одеський історико-краєзнавчий музей) هو متحف تاريخي مكرس لتاريخ أوديسا الإقليمي في أوديسا، أوكرانيا.

## مبنى المتحف

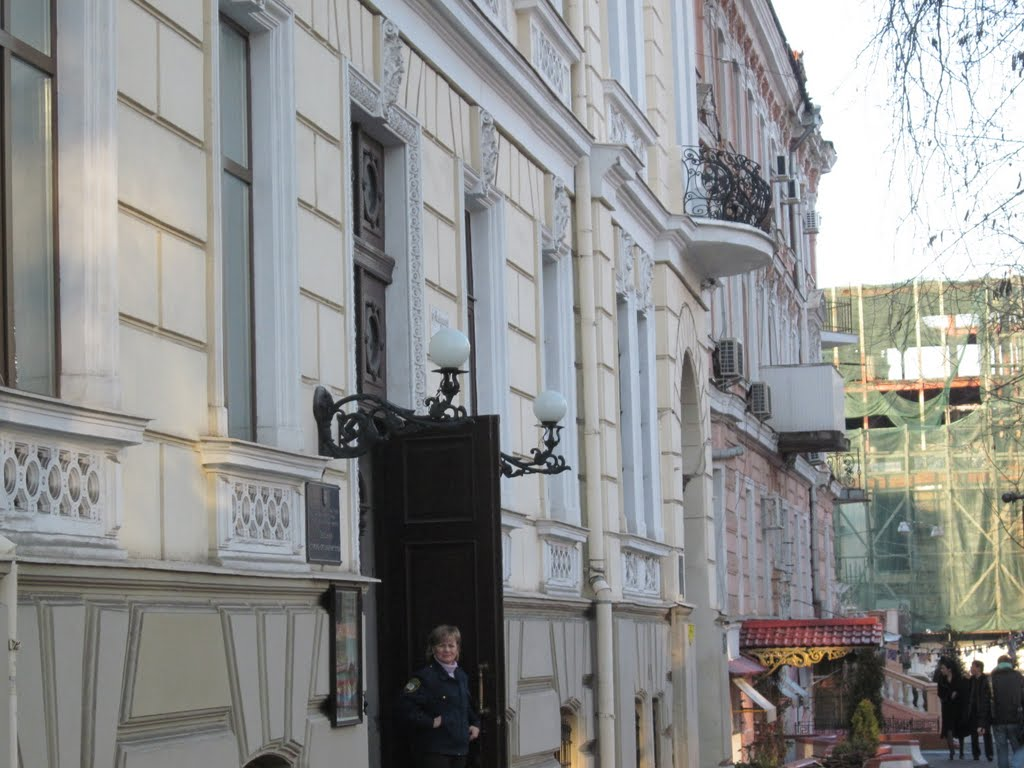
مدخل المتحف

يقع المتحف في وسط المدينة، داخل القصر الفخم في 4 شارع جافانايا. بني هذا القصر المهندس المعماري في أوديسا، فيليكس جونسيوروفسكي، في 1876، لأحد الممثلين الرئيسيين للنخبة الصناعية والتجارية، وهو ألكسندر ياكوفليفيتش نوفيكوف. كان نوفيكوف حفيد التاجر الأوديسي، إيليا نوفيكوف، صاحب مصنع للكابلات تأسس في 1806. تنتمي الهندسة المعمارية للقصر المكون من طابقين، على غرار أعمال جونسيوروفسكي السابقة، إلى أسلوب أواخر عصر النهضة، مع مجموعة متنوعة من الأنماط والزخارف المستمدة من التراث المعماري الإيطالي.
كان القصر معروفاً في أوديسا باسم منزل نوفيكوف حتى 1899، وفي أوائل القرن العشرين استحوذت عليه البلدية. وأجرته في 1907 للشركة التجارية، جمعية أوديسا. غالباً ما تغير ملاك المنزل عقب أكتوبر 1917؛ فقد خدم كنادي ومكتبة وفصل دراسي. بينما استُخدم الطابق السفلي وجزء من غرف الطابق الأرضي كمسكن.

## تاريخه
تضم مجموعة المتحف حوالي 120.000 قطعة وتعتبر واحدة من أفضل المجموعات في أوكرانيا. وهي تشمل: وثائق موقعة من كاثرين الثانية، وغريغوري بوتيمكين، وألكسندر سوفوروف، وبلاتون زوبوف [الإنجليزية]، وميخائيل كوتوزوف، وخوسيه دي ريباس [الإنجليزية] ولويس ألكسندر أندرو دي لانجيرون [الإنجليزية]؛ بجانب التصاميم المعمارية والهندسية للمباني التي تمثل أوديسا؛ والأعمال الفنية والتصويرية لفناني أوديسا؛ ولوحات القرن الثامن عشر إلى أوائل القرن العشرين التي رسمها أيه. موكلاكوفسكي وإي. بوكوفيتسكي وإتش. كوزنتسوف وجي. تشيستاهوفسكي ودي. كرينيف ومجموعة من الأيقونات والأسلحة والأدوات المنزلية والمواد المسكوكية ورسوم الخرائط.

## المعارض
يضم المتحف حالياً عددًا من المعارض الدائمة مثل: أوديسا القديمة، أوديسا ونهاية الحرب العالمية الثانية (1941-1945)، أسلحة مجموعة المتحف ومعرض السهوب الأوكرانية (الكائن في 24 شارع لانزيرونوفسكايا).

## معرض الصور

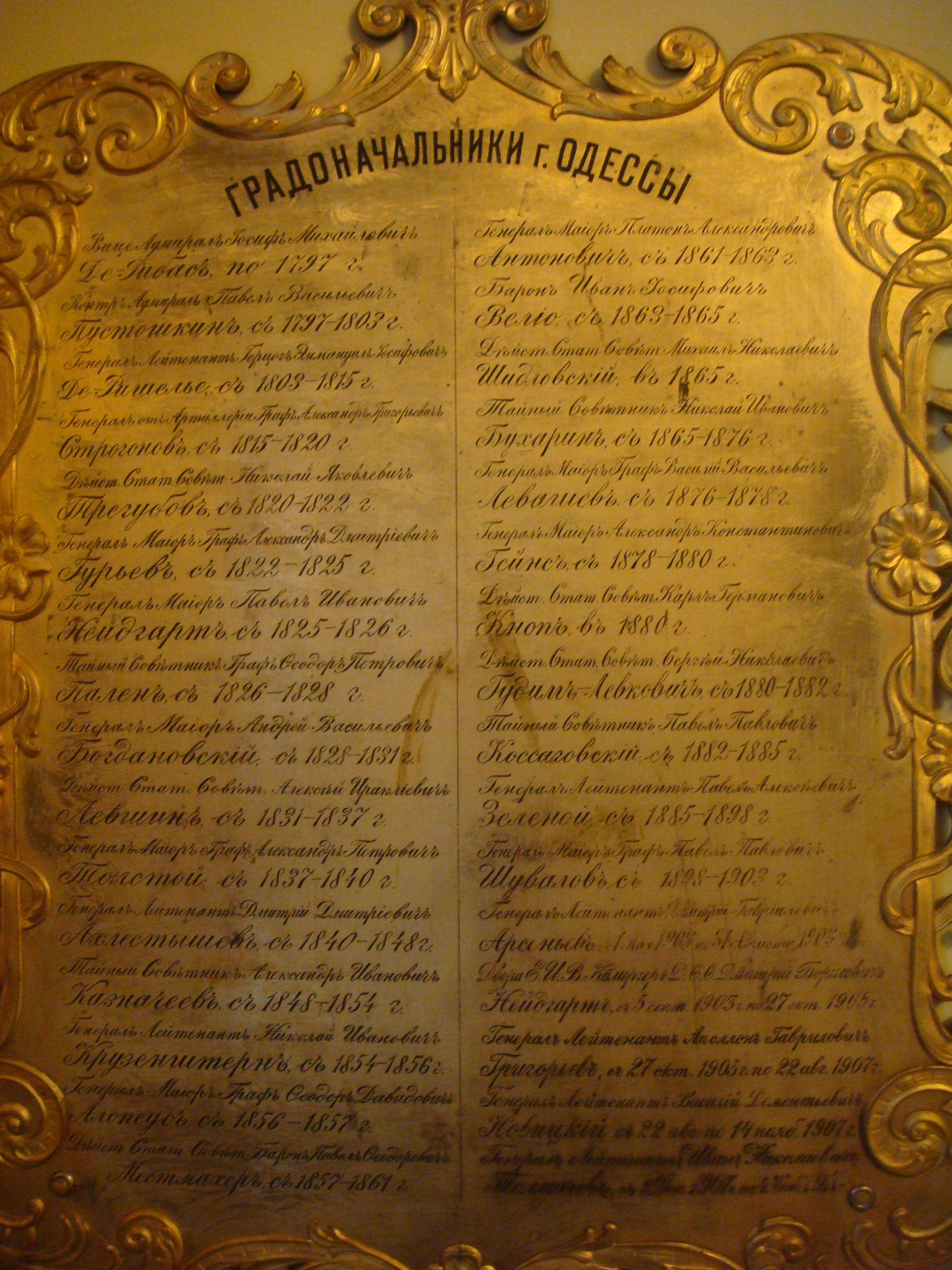
لوحة تحمل أسماء رؤساء بلديات أوديسا
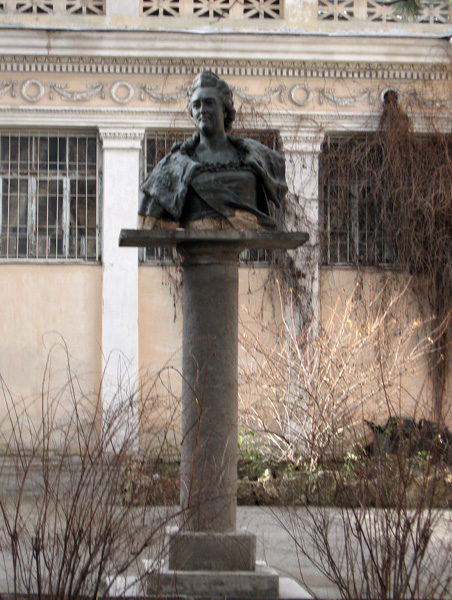
جزء من النصب المهدم لمؤسسي المدينة في باحة المتحف: كاترين العظيمة
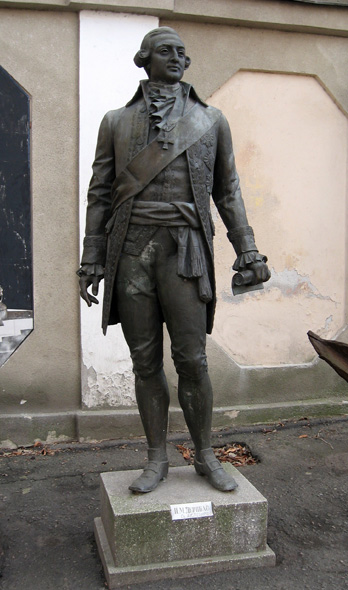
نصب تذكاري لمؤسسي المدينة في باحة المتحف: خوسيه دي ريباس
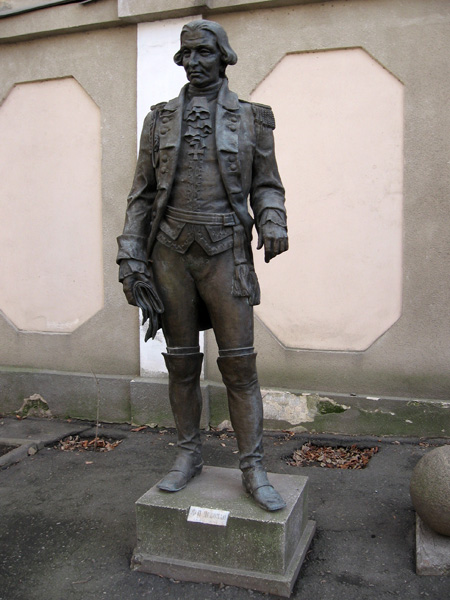
نصب تذكاري لمؤسسي المدينة في باحة المتحف: فرانز دي فولان
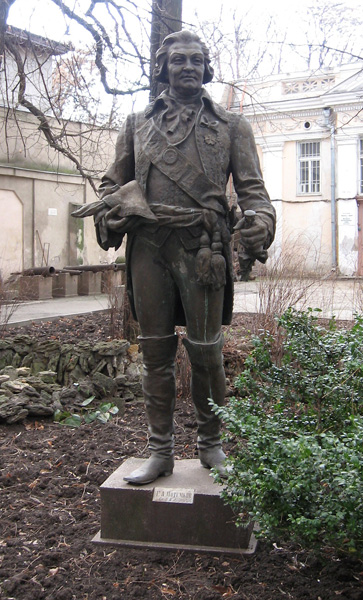
نصب تذكاري لمؤسسي المدينة في باحة المتحف: غريغوري بوتيمكين
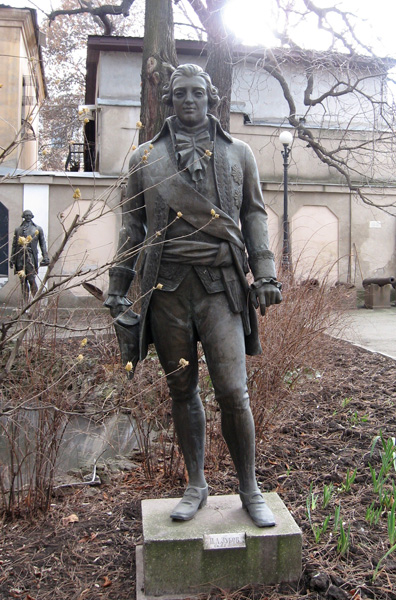
نصب تذكاري لمؤسسي المدينة في باحة المتحف: بلاتون زوبوف

## وصلات خارجية
- Одеський історико-краєзнавчий музей
- The Odesa Regional History Museum